# Piper mapirense
Piper mapirense är en pepparväxtart som beskrevs av C. Dc.. Piper mapirense ingår i släktet Piper och familjen pepparväxter. Inga underarter finns listade i Catalogue of Life.